# Taça Desafio 50 anos da Petrobrás
Taça Desafio 50 anos da Petrobrás foi um torneio amistoso disputado em partida única, no dia 15 de novembro de 2003 no Estádio Batistão, em Aracaju (SE), entre o Flamengo e o Racing, da Argentina. O jogo foi comemorativo pelo aniversário de 108 anos do clube rubro-negro e de 50 anos da Petrobrás, à época patrocinadora dos dois times.
Nesta partida o Flamengo utilizou pela última vez o terceiro uniforme daquela temporada. A camisa vermelha com detalhes em preto na manga somou quatro derrotas, um empate e apenas uma vitória, justamente a desse jogo.
O pontapé inicial foi dado pelo presidente da Petrobras, José Eduardo Dutra. Marcelo Déda foi uma das autoridades que entregaram a faixa de vencedor do Desafio Petrobras, aos jogadores do Flamengo.

## Transmissão
A partida, que foi narrada por Fernando Vanucci, teve transmissão do SBT, mas apenas para alguns estados do Norte e Nordeste, como Alagoas, Pernambuco, Bahia, Amazonas, Pará, além do próprio estado de Sergipe.

## Ficha Técnica da Partida
| 15 de novembro de 2003 | Flamengo                      | 2 – 1    | Racing      | Estádio Batistão, Aracaju-SE                                     |
| 16:00 (local)          | André Gomes 40' · Edilson 66' | Detalhes | Estévez 23' | Público: 20,000 Renda: Não divulgada Árbitro: Antonio Hora Filho |

| Flamengo | Racing |

| - Flamengo: Diego, Rafael, Fernando, André Bahia e Anderson; André Gomes, Jônatas, Yan (Fabinho) e Andrezinho; Edílson e Jean. Técnico: Waldemar Lemos. | - Racing: Cuenca, Orozco, Grabinski, Ubeda e Domíngues; Mariano Gonzáles, Torres, Barrientos e Estévez; Lisandro López e Gastón Fernandéz. Técnico: Angel Cappa |